# マーティン郡 (ノースカロライナ州)
マーティン郡（マーティンぐん、英: Martin County）は、アメリカ合衆国ノースカロライナ州の東部に位置する郡である。2010年国勢調査での人口は24,505人であり、2000年の25,593人から4.3%減少した。郡庁所在地はウィリアムストン市（人口5,511人）であり、同郡で人口最大の都市でもある。

## 歴史
マーティン郡は1774年に、ハリファックス郡の南東部と、ティレル郡の西側を組み合わせて設立された。郡名はノースカロライナ植民地最後の総督ジョサイア・マーティン（在任1771年-1775年）に因んで名付けられた。ドブス郡とトライアン郡は、マーティンの先任者アーサー・ドブスとウィリアム・トライアンにそれぞれ因んで名付けられたが、両郡はアメリカ独立後に廃止されており、マーティン郡が廃止も改名もされなかったのは、独立後に2度（1782年-1784年、1789年-1792年）ノースカロライナ州知事を務めたアレクサンダー・マーティンの人気に帰せられている。ただし、ジョサイア・マーティンとアレクサンダー・マーティンに直接の関係は無い。

## 郡政府
マーティン郡は、地域自治体の組織であるミッド・イースト自治体委員会のメンバーである。

## 政治
マーティン郡は大統領選挙で国内の趨勢に合わせて投票する傾向にある、2008年、バラク・オバマはマーティン郡総投票数の52.2%を獲得した。これは全国のオバマの得票率52.91%に大変近い数字である。

## 地理
アメリカ合衆国国勢調査局に拠れば、郡域全面積は461.49平方マイル (1,530 km2)であり、このうち陸地461.17平方マイル (1,490 km2)、水域は0.32平方マイル (39 km2)で水域率は0.07%である。

### 郡区
マーティン郡は10の郡区に分割されている。ベアグラス、クロスローズ、グースネスト、グリフィンズ、ハミルトン、ジェイムズビル、ポプラポイント、ロバーソンビル、ウィリアムズ、ウィリアムストンの各郡区である。

### 主要高規格道路
- アメリカ国道13号線
- アメリカ国道17号線
- アメリカ国道64号線
- ノースカロライナ州道11号線
- ノースカロライナ州道42号線
- ノースカロライナ州道125号線
- ノースカロライナ州道142号線
- ノースカロライナ州道171号線
- ノースカロライナ州道903号線

### 隣接する郡
- バーティ郡 - 北東
- ワシントン郡 - 東
- ボーフォート郡 - 南東
- ピット郡 - 南西
- エッジコム郡 - 西
- ハリファックス郡 - 北西

## 人口動態
以下は2000年の国勢調査による人口統計データである。
| 基礎データ - 人口: 25,593人 - 世帯数: 10,020 世帯 - 家族数: 7,194 家族 - 人口密度: 21人/km2（56人/mi2） - 住居数: 10,930軒 - 住居密度: 9軒/km2（24軒/mi2） 人種別人口構成 - 白人: 52.54% - アフリカン・アメリカン: 45.37% - ネイティブ・アメリカン: 0.29% - アジア人: 0.24% - 太平洋諸島系: 0.03% - その他の人種: 0.90% - 混血: 0.63% - ヒスパニック・ラテン系: 2.06% | 年齢別人口構成 - 18歳未満: 25.5% - 18-24歳: 7.5% - 25-44歳: 26.8% - 45-64歳: 25.0% - 65歳以上: 15.2% - 年齢の中央値: 39歳 - 性比（女性100人あたり男性の人口） - 総人口: 86.5 - 18歳以上: 81.8 世帯と家族（対世帯数） - 18歳未満の子供がいる: 31.6% - 結婚・同居している夫婦: 50.3% - 未婚・離婚・死別女性が世帯主: 17.6% - 非家族世帯: 28.2% - 単身世帯: 25.7% - 65歳以上の老人1人暮らし: 11.9% - 平均構成人数 - 世帯: 2.53人 - 家族: 3.02人 | 収入と家計 - 収入の中央値 - 世帯: 28,793米ドル - 家族: 35,428米ドル - 性別 - 男性: 29,818米ドル - 女性: 19,167米ドル - 人口1人あたり収入: 15,102米ドル - 貧困線以下 - 対人口: 20.2% - 対家族数: 16.3% - 18歳未満: 27.5% - 65歳以上: 25.7% |

## 都市と町

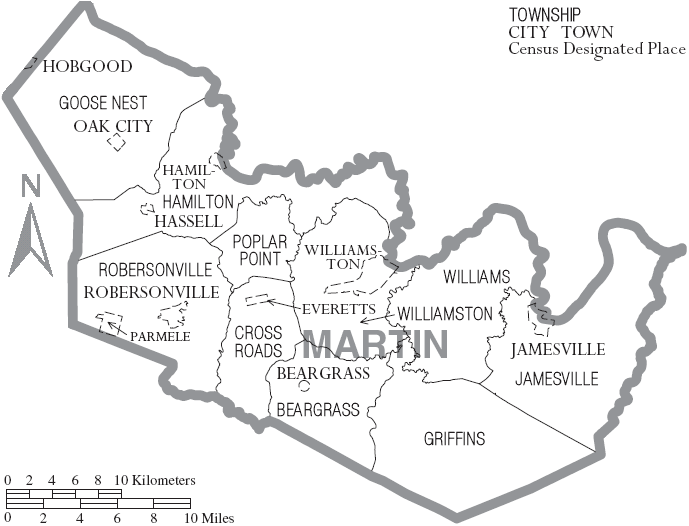
マーティン郡の自治体と郡区

- ベアグラス
- エバレッツ
- ハミルトン
- ハッセル
- ジェイムズビル
- オークシティ
- パーメル
- ロバーソンビル
- ウィリアムストン - 郡庁所在地

## 教育
マーティン郡の初等中等教育機能は、郡全体を管轄するマーティン郡教育学区が担当している。マーティン・コミュニティカレッジがウィリアムストンにある。